# Please Please Please
『Please Please Please』（プリーズ　プリーズ　プリーズ）は、2017年1月14日公開の日本映画である。
主演は、佐藤流司、佐藤永典、赤澤燈。監督は、堀内博志。

## あらすじ
「ゲームをしよう…」
退屈でかわりようのないクソみたいな毎日。まるでゲームのように兄のシンジは女性を騙し、弟のナオは架空請求詐欺に手を染める。港町は何もかもが停滞して、若者たちの気持ちも街も灰色。
それでも未来に希望を見出そうとするが……

## キャスト
- シンジ：佐藤流司
- ナオ：佐藤永典
- アオイ：赤澤燈
- ノゾミ：紗々
- アミ：大熊杏実
- ダイ：野川大地
- ケンケン：高野健司
- ボボ：栗原卓也
- キヨシ：黒羽麻璃央
- 水島：水野智則
- 良成：吉田直紀
- メンド：芳野正朝
- ヤマ：リーゼント山崎
- 高木：今野伸洋
- 茂木：もてぎ弘二
- ミキオ：加藤正寛
- 居酒屋の給仕：郷田明希
- 二宮警部：高杉心悟
- 居酒屋の覆面刑事：ウエディ新剛
- まさよ：真田登久子
- 母・キミコ：森由佳
- リン：吉名莉瑠
- 上田刑事：上田悠介
- 伊丹刑事：小笠原健
- 叔父・靖夫：マンボウやしろ
- 父・ショウヘイ／刑事・岡田：武藤昭平

## スタッフ
- 監督・脚本・撮影・編集：堀内博志
- エグゼクティブ・プロデューサー：股張祐二
- プロデューサー：堀内博志・林信行
- 制作プロデューサー：赤間俊秀
- キャスティング・プロデューサー：伊藤英樹（and pictures）
- 脚本協力：冨田雄大
- 音楽：秋田茉梨絵
- 助監督：躰中洋蔵
- 撮影助手：原俊介
- 録音：大塚学
- スタイリスト：吉田ナオキ
- ヘアメイク：黒澤貴郎・狩野典子
- スチール：計良治近
- メイキング：清水悠平
- 整音・効果：タルイタカヨシ
- グレーディングオペレーター：大西一平
- 英語翻訳：ブラッドリー・エイドリアン
- ポスターデザイン：竹田剛
- 宣伝デザイン：久慈宗志
- ロケ協力：あきる野フィルムコミッション
- 配給協力：トリプルアップ
- 製作：エス・エル・エフ
- 制作・配給：パーフェクトワールド

## 製作
2016年2月5日に東京都あきる野市にてクランクインする。
ロケ場所はあきる野市、熱海市、湯河原町で撮影された。

## 公開・映画祭
2016年9月3日に大阪と9月4日に東京の2か所のホールで、特別イベント上映でプレミア公開された。
第7回北京国際映画祭(2017年4月16日(日) ～ 4月23日(日) )の公式イベント「2017北京 ・日本映画週間」に正式招待される。

## 音楽
挿入歌
- 「please」

歌・作詞 - “shinji” starring RYUJI SATO / 作曲・編曲 - X.L.H